# Mistrzostwa Świata w Biathlonie Letnim 2011
15. Mistrzostwa Świata w Biathlonie Letnim odbyły się w dniach 22–25 września 2011 r. w Nowym Mieście w Czechach.

## Program zawodów
| Data  | Godzina                   | Kategoria                               | Konkurencja       |
| ----- | ------------------------- | --------------------------------------- | ----------------- |
| 21,09 |                           | seniorki + juniorki seniorzy + juniorzy | Oficjalny trening |
| 22,09 | 13:00 16:00               | juniorki + juniorzy seniorki + seniorzy | Sztafety mieszane |
| 23,09 |                           | seniorki + juniorki seniorzy + juniorzy | Oficjalny tening  |
| 24,09 | 09:30, 10:30 14:20, 15:20 | juniorki, juniorzy seniorki, seniorzy   | Sprinty           |
| 25,09 | 09:30, 10:30 13:05, 14:05 | juniorki, juniorzy seniorki, seniorzy   | Biegi pościgowe   |

## Wyniki seniorów
Wyniki:

### Sztafety mieszane
Dystans: 2×6 km + 2×7,5 km
- Data: 22 września 2011

| Miejsce | Zawodniczka                                                                               | Strzelanie                             | Czas      | Strata  |
| ------- | ----------------------------------------------------------------------------------------- | -------------------------------------- | --------- | ------- |
|         | Rosja · Galina Nieczkasowa · Olga Abramowa · Anton Szypulin · Dmitrij Jaroszenko          | 0 + 14 0+1 0+2 0+3 0+3 0+0 0+0 0+3 0+2 | 1:10:53,6 |         |
|         | Ukraina · Ołena Pidhruszna · Wałentyna Semerenko · Andrij Deryzemla · Ołeksandr Biłanenko | 1 + 13 1+2 3+0 0+2 0+1 0+2 0+2 0+1 0+0 | 1:11:03,4 | +9,8    |
|         | Słowacja · Anastasija Kuźmina · Jana Gereková · Miroslav Matiaško · Pavol Hurajt          | 0 + 16 0+2 0+2 0+3 0+2 0+0 0+3 0+2 0+2 | 1:11:47,6 | +54,0   |
| 4       | Czechy · Veronika Vítková · Veronika Zvařičová · Jaroslav Soukup · Michal Šlesingr        | 2 + 13 0+0 2+0 0+2 0+2 0+0 2+3 0+3 0+1 | 1:12:05,9 | +1:12,3 |
| 5       | Bułgaria · Emilija Jordanowa · Nina Klenowska · Michaił Kleczerow · Krasimir Anew         | 0 + 12 0+2 0+1 0+1 0+3 0+1 0+1 0+3 0+0 | 1:13:32,9 | +2:39,3 |
| 6       | Polska · Krystyna Pałka · Magdalena Gwizdoń · Tomasz Sikora · Krzysztof Pływaczyk         | 3 + 14 0+1 0+1 3+3 0+1 0+3 0+2 0+1 0+2 | 1:14:32,5 | +3:38,9 |
| LPD     | Korea Południowa · Jo In-hee · Kim Seon-su · Lee In-bok · Jun Je-uk                       | 2 + 7 0+0 0+0 0+1 0+1 2+3 0+0          | –         | –       |
| LPD     | Litwa · Natalija Kočergina · Karolina Banel · Karolis Zlatkauskas · Aleksandr Lavrinovič  | 2 + 16 1+3 0+2 0+1 0+3 0+2 0+2 1+3 -+- | –         | –       |
| LPD     | Grecja · Panajota Tsakiri · Christina Kiurkenidu · Kleantis Karamichas · Joanis Nimpitis  | 7 + 16 0+2 1+3 0+2 0+1 0+2 3+3 3+3 -+- | –         | –       |

### Kobiety

#### Sprint
Dystans: 7,5 km
- Data: 24 września 2011

| Miejsce | Zawodniczka                  | Strzelanie | Czas | Strata  |         |
| ------- | ---------------------------- | ---------- | ---- | ------- | ------- |
|         | Wałentyna Semerenko          | Ukraina    | 0+1  | 19:37,8 |         |
|         | Krystyna Pałka               | Polska     | 1+0  | 19:40,5 | +2,7    |
|         | Jana Gereková                | Słowacja   | 1+1  | 20:10,1 | +32,3   |
| ...     | ...                          | ...        | ...  | ...     | ...     |
| 7.      | Weronika Nowakowska-Ziemniak | Polska     | 3+0  | 20:43,8 | +1:06,0 |
| 9.      | Magdalena Gwizdoń            | Polska     | 2+1  | 21:03,9 | +1:26,1 |
| 16.     | Paulina Bobak                | Polska     | 1+3  | 21:54,4 | +2:16,6 |
| 18.     | Agnieszka Cyl                | Polska     | 2+2  | 21:56,4 | +2:18,6 |
| 31.     | Karolina Pitoń               | Polska     | 4+0  | 23:40,2 | +4:02,4 |

#### Bieg pościgowy
Dystans: 10 km
| Miejsce | Zawodniczka                  | Strzelanie | Czas    | Strata   |
| ------- | ---------------------------- | ---------- | ------- | -------- |
|         | Krystyna Pałka               | Polska     | 2+2+0+0 | 28:41,7  |
|         | Wałentyna Semerenko          | Ukraina    | 1+0+3+2 | + 44,4   |
|         | Weronika Nowakowska-Ziemniak | Polska     | 1+1+2+0 | + 1:15,5 |
| 4.      | Veronika Vítková             | Czechy     | 2+0+0+1 | + 1:20,3 |
| 5.      | Ołena Pidhruszna             | Ukraina    | 2+0+0+2 | + 1:35,8 |
| ...     | ...                          | ...        | ...     | ...      |
| 11.     | Agnieszka Cyl                | Polska     | 1+2+0+2 | + 3:16,6 |
| 15.     | Magdalena Gwizdoń            | Polska     | 1+2+2+3 | + 4:10,4 |
| 20.     | Paulina Bobak                | Polska     | 3+2+2+1 | + 5:28,3 |

### Mężczyźni

#### Sprint
Dystans: 10 km
- Data: 24 września 2011

| Miejsce | Zawodnik            | Strzelanie | Czas | Strata  |         |
| ------- | ------------------- | ---------- | ---- | ------- | ------- |
|         | Dmitrij Jaroszenko  | Rosja      | 0+2  | 24:35,1 |         |
|         | Ołeksandr Biłanenko | Ukraina    | 0+0  | 24:45,2 | +10,1   |
|         | Władimir Iliew      | Bułgaria   | 0+0  | 25:10,7 | +35,6   |
| ...     | ...                 | ...        | ...  | ...     | ...     |
| 25.     | Krzysztof Pływaczyk | Polska     | 0+1  | 26:45,1 | +2:10,0 |
| 32.     | Grzegorz Bril       | Polska     | 2+1  | 27:39,1 | +3:04,0 |
| 33.     | Mirosław Kobus      | Polska     | 1+1  | 27:58,1 | +3:23,0 |
| 41.     | Mateusz Wieczorek   | Polska     | 1+3  | 29:30,9 | +4:55,8 |
| 44.     | Adam Kwak           | Polska     | 3+2  | 29:41,4 | +5:06,0 |

#### Bieg pościgowy
Dystans: 12,5 km
| Miejsce | Zawodnik            | Strzelanie | Czas    | Strata   |
| ------- | ------------------- | ---------- | ------- | -------- |
|         | Dmitrij Jaroszenko  | Rosja      | 0+1+2+1 | 33:04,5  |
|         | Ołeksandr Biłanenko | Ukraina    | 0+0+0+2 | + 30,6   |
|         | Krasimir Anew       | Bułgaria   | 0+0+0+0 | + 54,9   |
| 4.      | Michal Šlesingr     | Czechy     | 0+1+1+1 | + 1:14,0 |
| 5.      | Siergiej Korastylew | Rosja      | 1+1+0+0 | + 1:22,0 |
| ...     | ...                 | ...        | ...     | ...      |
| 13.     | Krzysztof Pływaczyk | Polska     | 0+0+1+1 | + 2:51,3 |

## Wyniki juniorów
Wyniki:

### Sztafeta mieszana
Dystans: 2×6 km + 2×7,5 km (NAJLEPSZA 6)
| Miejsce | Zawodnicy                                                                    | Strzelanie           | Czas     | Strata    |
| ------- | ---------------------------------------------------------------------------- | -------------------- | -------- | --------- |
|         | Rosja · Olga Galicz · Olga Podczufarowa · Nikołaj Jakuszow · Dmitrij Djużew  | 1+16 0+3 0+2 1+5 0+6 | 2 1      | 1:13:37,9 |
|         | Słowenia · Eva Urevc · Lili Drčar · Anže Povirk · Simon Kočevar              | 6+19 1+6 2+6 2+4 1+3 | 6 5 3    | + 4:28,5  |
|         | Bułgaria · Nija Dmitrowa · Stefani Popowa · Iwan Złatew · Anton Sinapow      | 4+19 0+2 1+6 2+6 1+5 | 1 6 8    | + 4:57,6  |
| 4       | Ukraina · Julija Dżima · Iryna Warwyneć · Iwan Morawskij · Ołeksandr Dachno  | 3+13 0+3 2+3 1+4 0+3 | 3 4 7 4  | + 5:05,1  |
| 5       | Czechy · Eva Puskarčíková · Kristýna Černá · Vlastimil Vávra · Michal Krčmář | 2+11 0+2 1+4 0+2 1+3 | 5 7 5 6  | + 6:07,8  |
| 6       | Korea Południowa · Kyungnam Kim · Seora Kim · Jongmin Kim · Yonggyu Kim      | 5+20 0+4 3+6 2+6     | 4 3 8 9  | + 7:23,3  |
| ...     | ...                                                                          | ...                  | ...      | ...       |
| 9       | Polska · Maria Bukowska · Monika Hojnisz · Grzegorz Jakubowicz · Rafał Lepel | 5+18 4+6 0+5 1+4 0+3 | 11 2 9 5 | + 8:57,0  |

### Kobiety

#### Sprint
Dystans: 7,5 km
| Miejsce | Zawodniczka         | Strzelanie | Czas | Strata   |
| ------- | ------------------- | ---------- | ---- | -------- |
|         | Olga Galicz         | Rosja      | 1+0  | 20:41,1  |
|         | Monika Hojnisz      | Polska     | 0+2  | + 20,7   |
|         | Julija Dżima        | Ukraina    | 1+0  | + 53,6   |
| 4       | Olga Podczufarowa   | Rosja      | 1+3  | + 54,0   |
| 5       | Tetiana Traczuk     | Ukraina    | 1+1  | + 1:02,9 |
| ...     | ...                 | ...        | ...  | ...      |
| 14      | Anna Mąka           | Polska     | 0+1  | + 2:03,9 |
| 24      | Maria Bukowska      | Polska     | 1+1  | + 2:41,7 |
| 25      | Kinga Mitoraj       | Polska     | 1+1  | + 2:49,5 |
| 34      | Karolina Batożyńska | Polska     | 2+2  | + 3:40,0 |
| 41      | Iwona Iwaniec       | Polska     | 2+2  | + 5:51,2 |

#### Bieg pościgowy
Dystans: 10 km
| Miejsce | Zawodniczka         | Strzelanie | Czas    | Strata   |
| ------- | ------------------- | ---------- | ------- | -------- |
|         | Monika Hojnisz      | Polska     | 2+1+0+2 | 30:26,5  |
|         | Olga Podczufarowa   | Rosja      | 0+1+4+1 | + 39,2   |
|         | Olga Galicz         | Rosja      | 2+2+2+1 | + 48,4   |
| 4       | Tetiana Traczuk     | Ukraina    | 0+1+2+1 | + 57,9   |
| 5       | Julija Dżima        | Ukraina    | 0+1+1+2 | + 1:01,7 |
| ...     | ...                 | ...        | ...     | ...      |
| 21      | Maria Bukowska      | Polska     | 3+1+0+1 | + 5:45,4 |
| 22      | Kinga Mitoraj       | Polska     | 2+0+3+1 | + 5:53,3 |
| 27      | Karolina Batożyńska | Polska     | 1+2+0+2 | + 6:28,2 |
| 28      | Anna Mąka           | Polska     | 2+0+4+2 | + 6:43,3 |

### Mężczyźni

#### Sprint
Dystans: 10 km
| Miejsce | Zawodnik              | Strzelanie | Czas | Strata   |
| ------- | --------------------- | ---------- | ---- | -------- |
|         | Władimir Gołobokow    | Rosja      | 2+1  | 26:40,7  |
|         | Iwan Kriukow          | Rosja      | 1+1  | + 1,3    |
|         | Dmitrij Djużew        | Rosja      | 1+3  | + 11,6   |
| 4       | Ołeksandr Dachno      | Ukraina    | 0+0  | + 22,2   |
| 5       | Tomas Kaukėnas        | Litwa      | 1+1  | + 26,7   |
| ...     | ...                   | ...        | ...  | ...      |
| 23      | Rafał Lepel           | Polska     | 4+0  | + 2:40,4 |
| 26      | Mateusz Zawół         | Polska     | 1+0  | + 2:51,2 |
| 38      | Grzegorz Jakubowicz   | Polska     | 2+2  | + 3:56,9 |
| 39      | Maciej Nędza-Kubiniec | Polska     | 2+2  | + 4:02,6 |
| 42      | Przemysław Sobies     | Polska     | 5+0  | + 4:53,4 |
| 54      | Patryk Czakon         | Polska     | 1+3  | + 5:52,7 |

#### Bieg pościgowy
Dystans: 10 km
| Miejsce | Zawodnik          | Strzelanie | Czas    | Strata   |
| ------- | ----------------- | ---------- | ------- | -------- |
|         | Iwan Kriukow      | Rosja      | 0+0+1+2 | 34:07,8  |
|         | Ołeksandr Dachno  | Ukraina    | 0+0+0+0 | + 38,2   |
|         | Nikołaj Jakuszow  | Rosja      | 1+1+1+1 | + 1:02,8 |
| 4       | Władimir Gołobkow | Rosja      | 1+2+1+3 | + 1:07,7 |
| 5       | Dmitrij Djużew    | Rosja      | 1+2+2+3 | + 2:38,1 |